# Piazza Durbar (Patan)

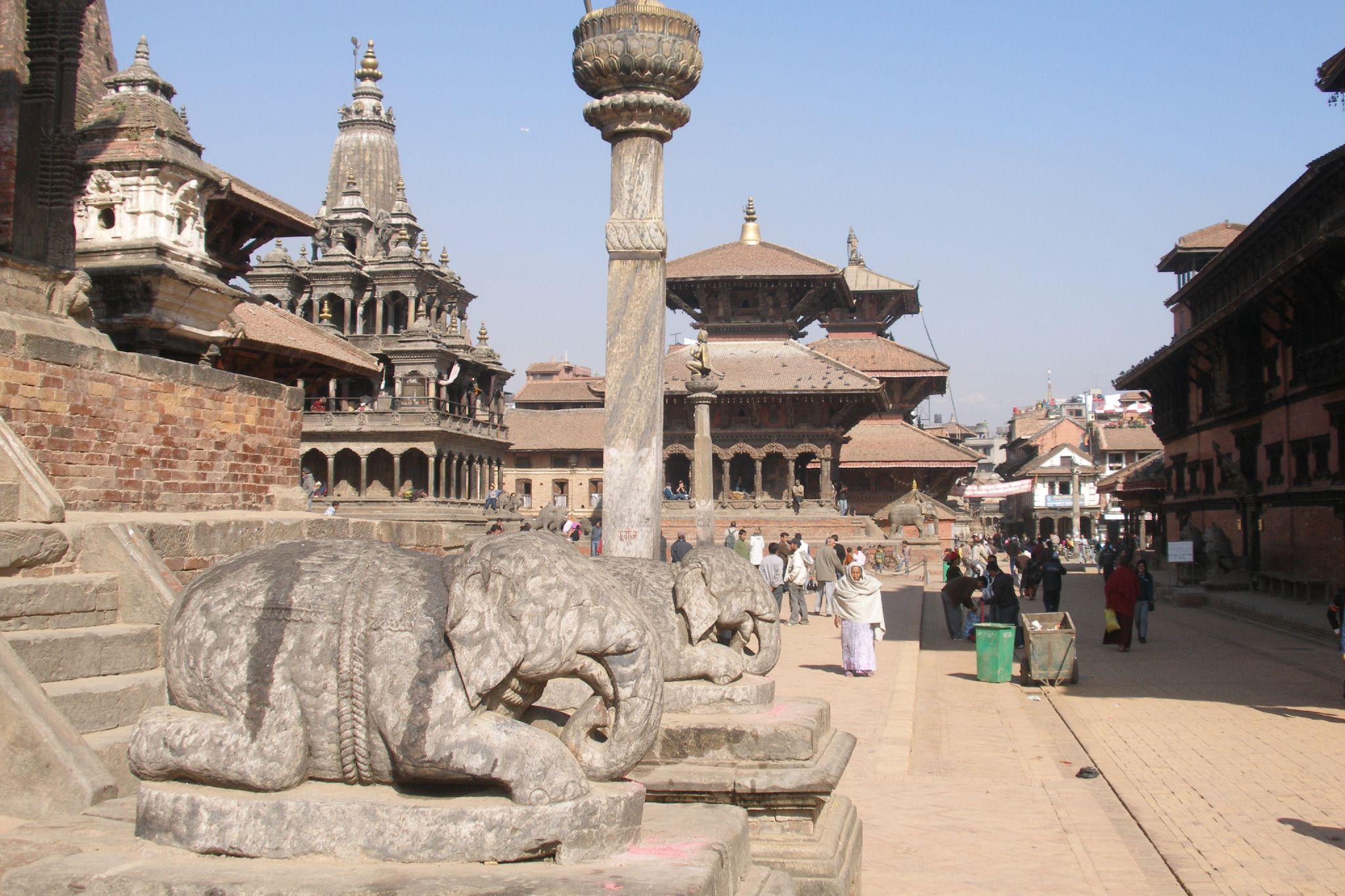
Piazza Durbar, Patan nel 2007

Piazza Durbar si trova nel centro storico della città di Patan in Nepal. È una delle tre piazza Durbar che si trovano nella valle di Kathmandu, tutte e tre dichiarate patrimonio dell'umanità da parte dell'UNESCO. Una delle sue attrazioni è la presenza del palazzo reale dove risiedevano i re della dinastia Malla.
La piazza è una meraviglia dell'architettura Newa ed è pavimentata con mattoni rossi. Nell'area sono presenti diversi templi e idoli e i templi principali sono allineati di fronte alla facciata occidentale del palazzo. L'ingresso dei templi è verso est, rivolto verso il palazzo. Un tempo c'è anche una campana situata nell'allineamento dei tempii principali. Affacciate sulla piazza si trovano anche antiche residenze Newari. Ci sono vari altri templi intorno a piazza Durbar costruite da Newa.
La piazza è stata gravemente danneggiata dal terremoto del 25 aprile 2015.

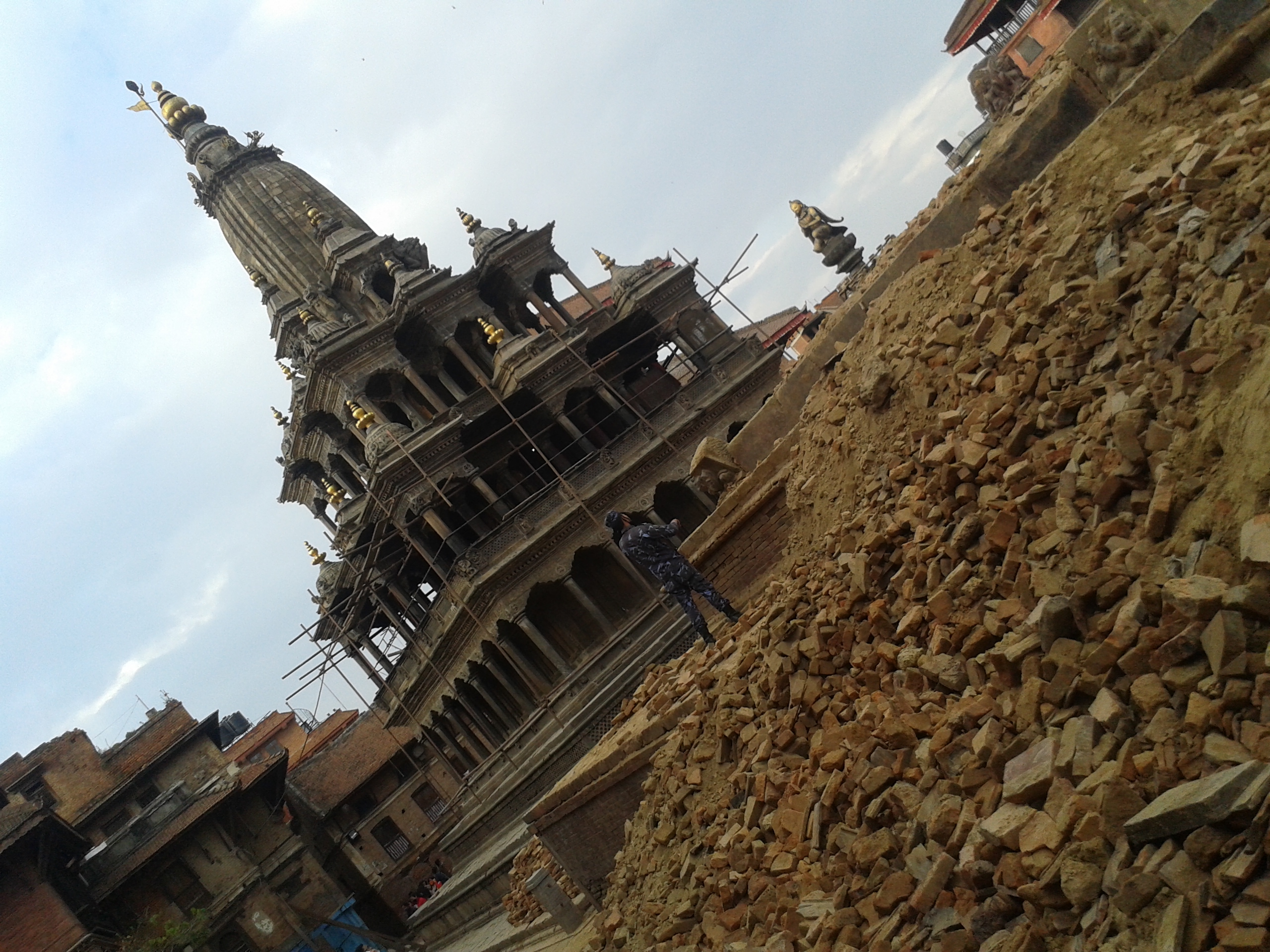
Distruzioni provocate dal terremoto del 2015

## Storia
La storia di piazza Durbar non è chiara. Anche se i re Malla si ritiene siano stati i costruttori della piazza reale, è noto che il sito è un antico crocevia. I re Pradhan che si stabilirono intorno al sito prima dei Malla hanno collegamenti con piazza Durbar. Alcune cronache accennano al fatto che la dinastia Thakuri costruì un palazzo e realizzò riforme nella località, ma l'evidenza è scarsa. Gli studiosi sono certi che Patan era una città prospera fin dai tempi antichi.
I re Malla fecero apportare importanti modifiche alla piazza. La maggior parte delle attuali architetture risalgono al 1600, costruite durante il regno di Re Siddhinarasimha Malla e di suo figlio Srinivasa Sukriti. Alcuni dei re Malla che apportarono migliorie alla piazza furono Purandarasimha,  Sivasimha Malla e Yoganarendra Malla.

## Importanti strutture

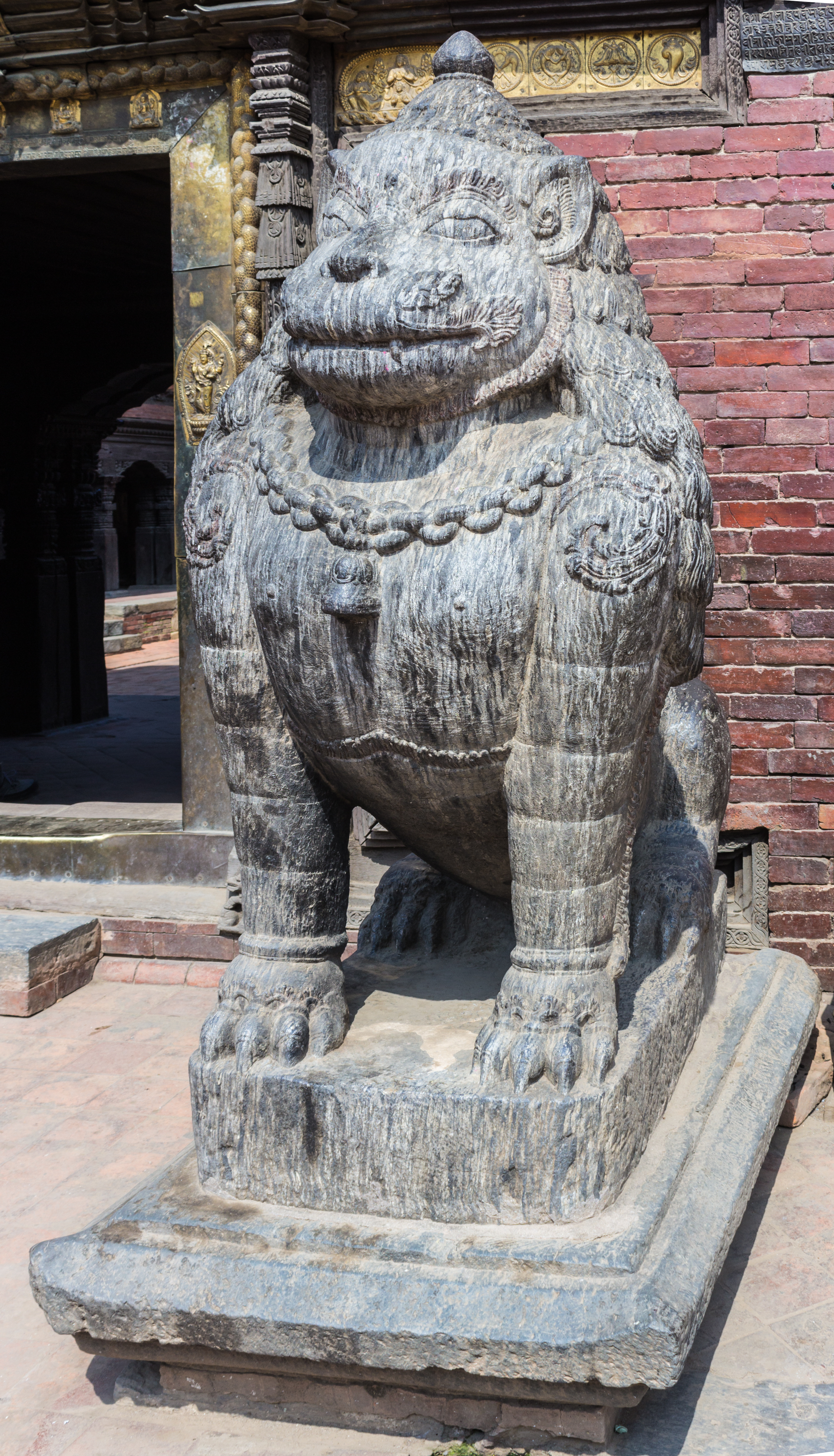
Statua di leone nella piazza Durbar

Patan è una delle più antiche città buddhiste ed è un centro sia dell'induismo che del buddhismo con 136 bahal o cortili e 55 grandi templi. La gran parte di queste strutture si trova nella piazza o nelle sue vicinanze.

### Krishna Mandir
Il tempio dedicato a Krishna è il più importante sulla piazza Durbar.  È costruito nello stile Sikhara importato dall'India anche se è unico nel suo genere. Le sculture in pietra poste sopra i pilastri del primo e secondo piano sono veramente notevoli. Le incisioni sui pilastri del primo piano narrano gli eventi del Mahābhārata, mentre al secondo piano ci sono sculture dal Rāmāyaṇa.
Il tempio fu costruito nel 1637 dal re Siddhinarasimh Malla. Si dice che una notte il re vide il Signore Krishna e la sua consorte Srimati Rādhā in piedi di fronte al palazzo reale. Ordinò quindi la costruzione di un tempio nello stesso punto. Ci sono 21 pinnacoli d'oro nel tempio e sotto le guglie sono illustrate tre storie. Il primo piano ospita il santuario principale del Signore Krishna con santuari di Rādhā e Rukmini su ogni lato. Il secondo piano è dedicato al Signore Shiva e il terzo a Lokeshwor (Buddha).
La piazza è affollata di migliaia di pellegrini indù e devoti durante il Krishnashtami.

### Tempio Bhimsen Temple

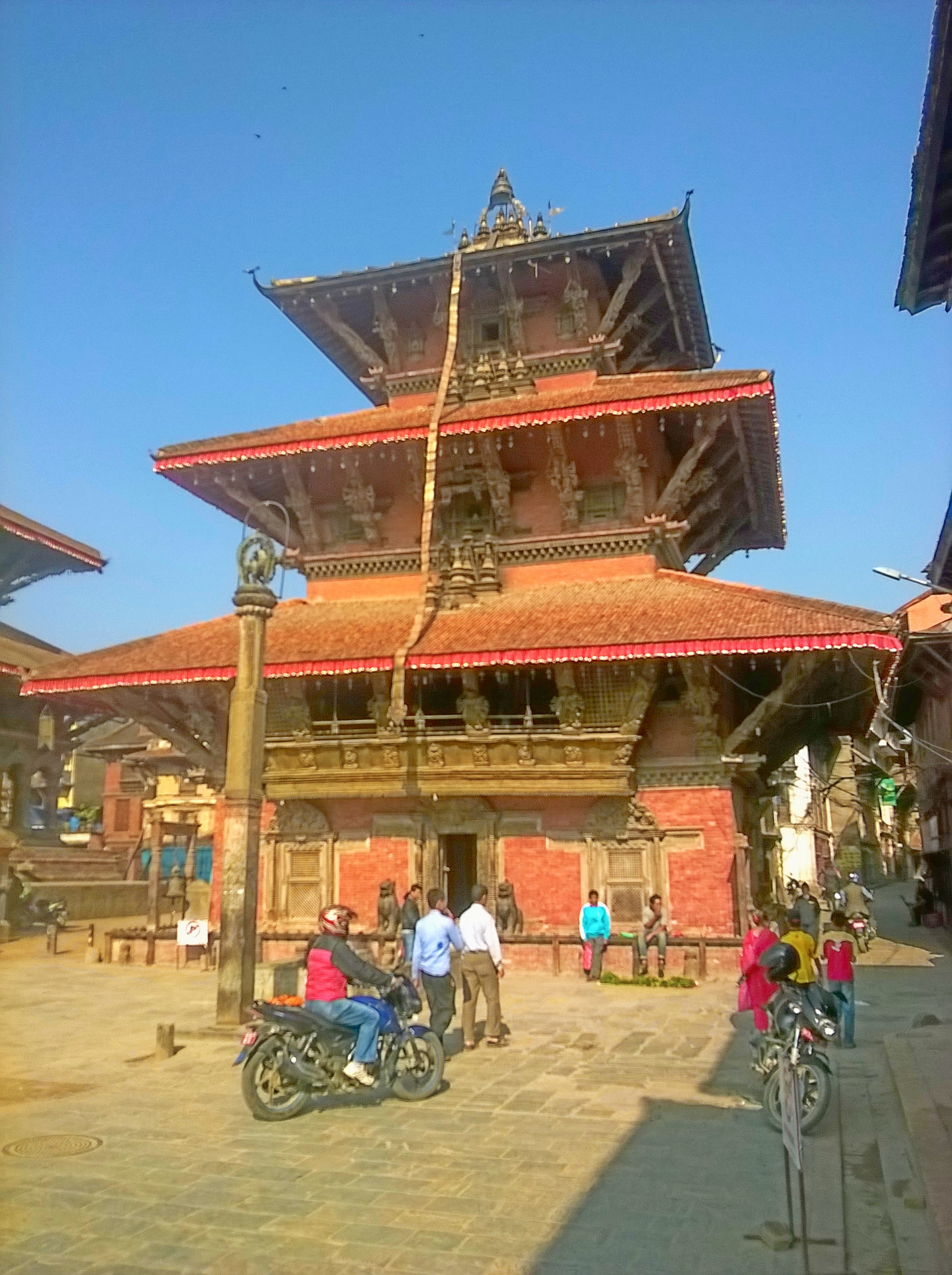
Tempio Bhimsen

Il tempio Bhimsen venne costruito da Srinivasa Malla nel 1680 ed è famoso per le sue tre finestre d'oro interconnesse.  Bhimsen è un grande eroe del Mahabharata. Egli era noto per essere molto coraggioso e forte. Nella tradizione Newa è adorato come un dio degli affari e del commercio. I turisti non possono accedere al tempio.

#### Tempio Vishwanath
Il tempio Vishwanath è dedicato al dio Shiva e venne costruito nel 1627 durante il regno di Siddhinarasimha Malla. I supporti del tetto sono decorati con sculture erotiche simili alle immagini diffuse nei templi di Shiva in India. Il tempio è custodito da due elefanti di pietra siti nella porta d'ingresso. Sull'altro lato del tempio vi è la scultura di un toro, il veicolo di Shiva. Una pietra linga si trova all'interno del tempio.

### Tempio Taleju Bhawani
Il tempio Taleju fu costruito da Siddhinarasrimha Malla nel 1640 e ricostruito da Srinivasa Malla nel 1667 dopo un incendio. Taleju Bhawani era la divinità personale dei re Malla. Si tratta di un tempio a cinque piani con triplo tetto. Una cronaca del XIV secolo dei re Gopala dice che il tempio Taleju fu costruito dai Pradhana prima dei Malla.

## Struttura del Palazzo
I tre cortili principali del palazzo sono il Mul Chok, Sundari Chok e Keshav Narayan Chok. Oltre a questi cortili, il complesso vanta templi imponenti, santuari religiosi, e luoghi storici, tutti noti per le loro sculture squisite e bella esposizione di antica architettura Newari.

### Keshav Narayan Chowk

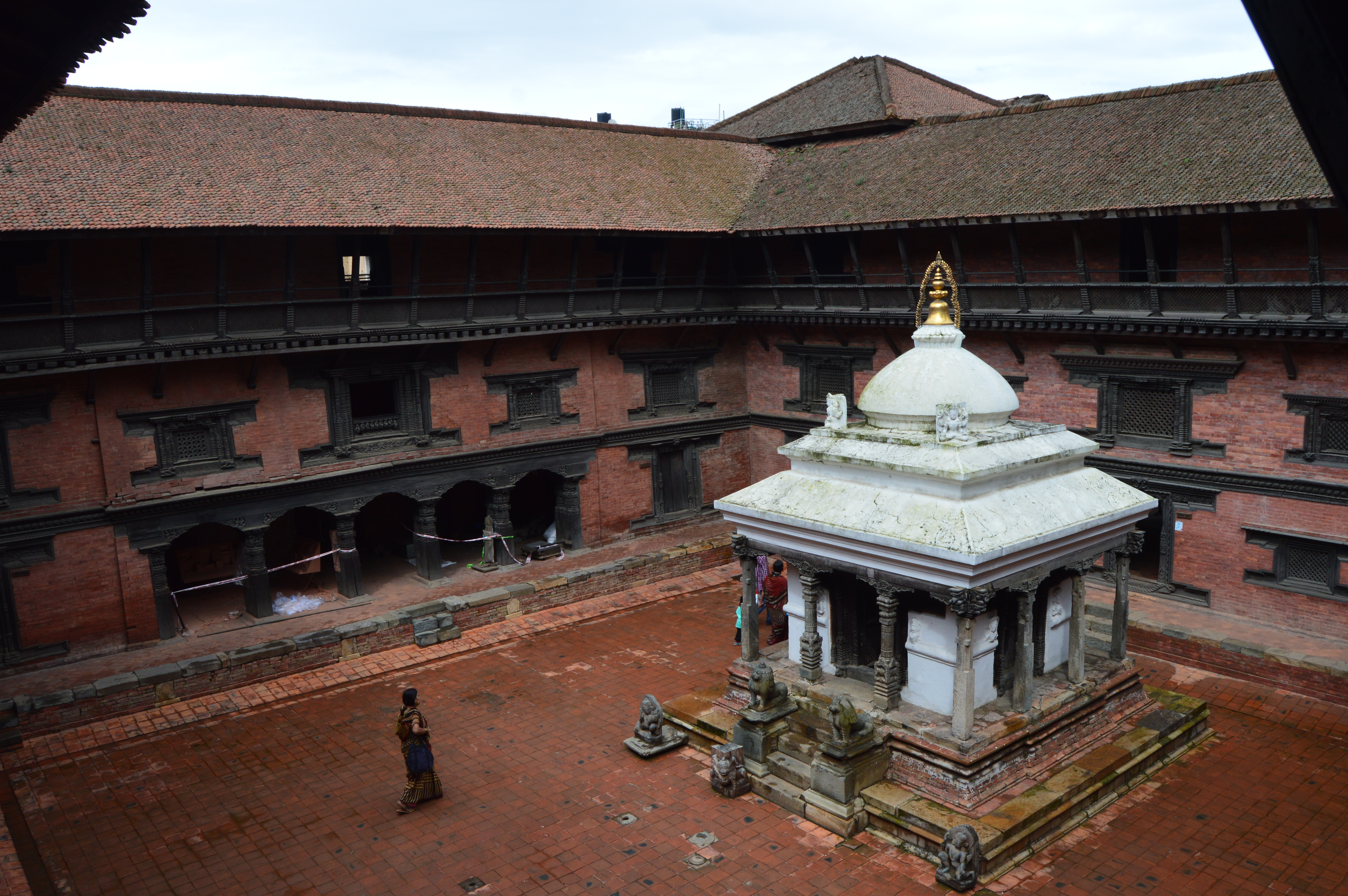
Keshav Narayan Chowk

Il Keshav Narayan chowk si trova all'interno del museo di Patan, a nord del Mul chowk. Al centro si trova il tempio Keshav Narayan che gli dà il nome.

### Mul Chok

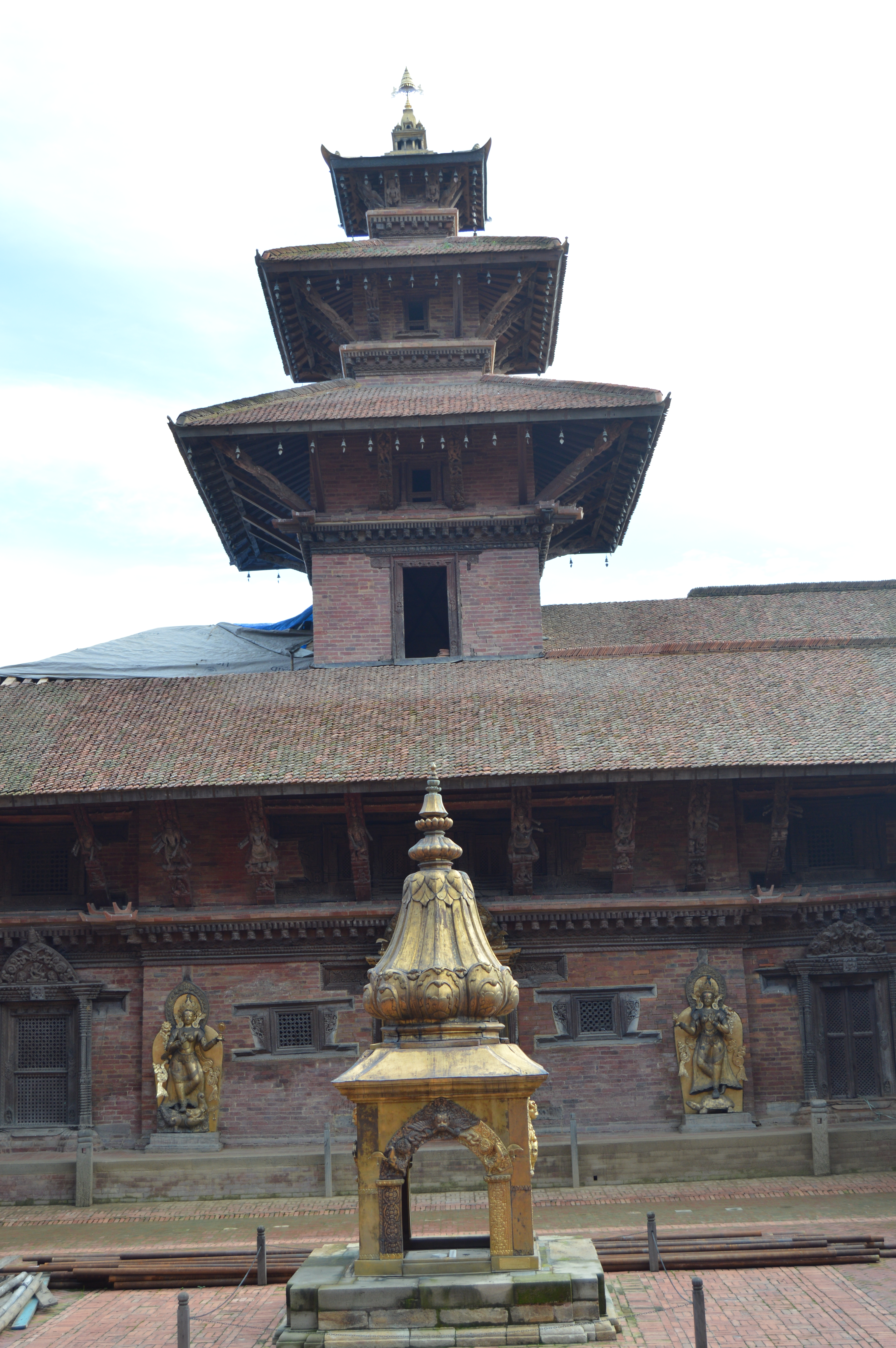
Mul chowk, piazza Durbar

Il Mul Chok è il cortile centrale. Si tratta dei più famoso e più grande dei tre cortili principali. Al suo centro si trova il tempio Bidya e altri templi Taleju si trovano intorno al cortile. La porta che conduca al Santuario di Taleju, sul lato meridionale del cortile, è limitata dalle statue delle dee del fiume, Ganga su una tartaruga e Jamuna su un makura (coccodrillo mitico).

### Sundari Chok

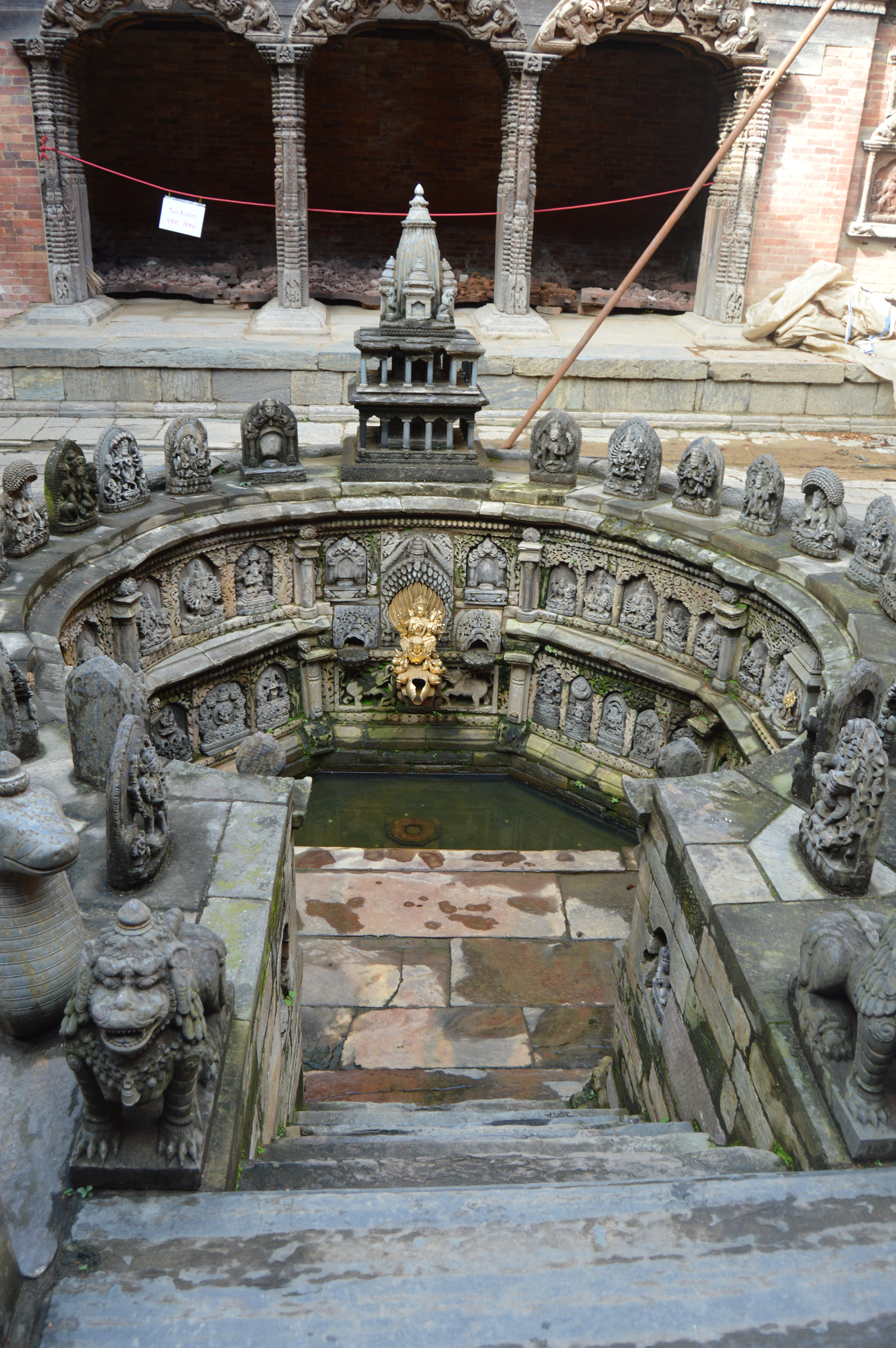
Tusha Hiti

Il Sundari Chok si trova a sud del Mul Chok. È stato progettato con una vasca incassata nota come Tusha Hiti. Più piccolo del Mul Chok, è ora aperto al pubblico. L'ingresso del Chok è custodito dalle statue di pietra di Hanuman, Ganesh e Narasingha, a forma di uomo-leone Visnù.

## Galleria d'immagini

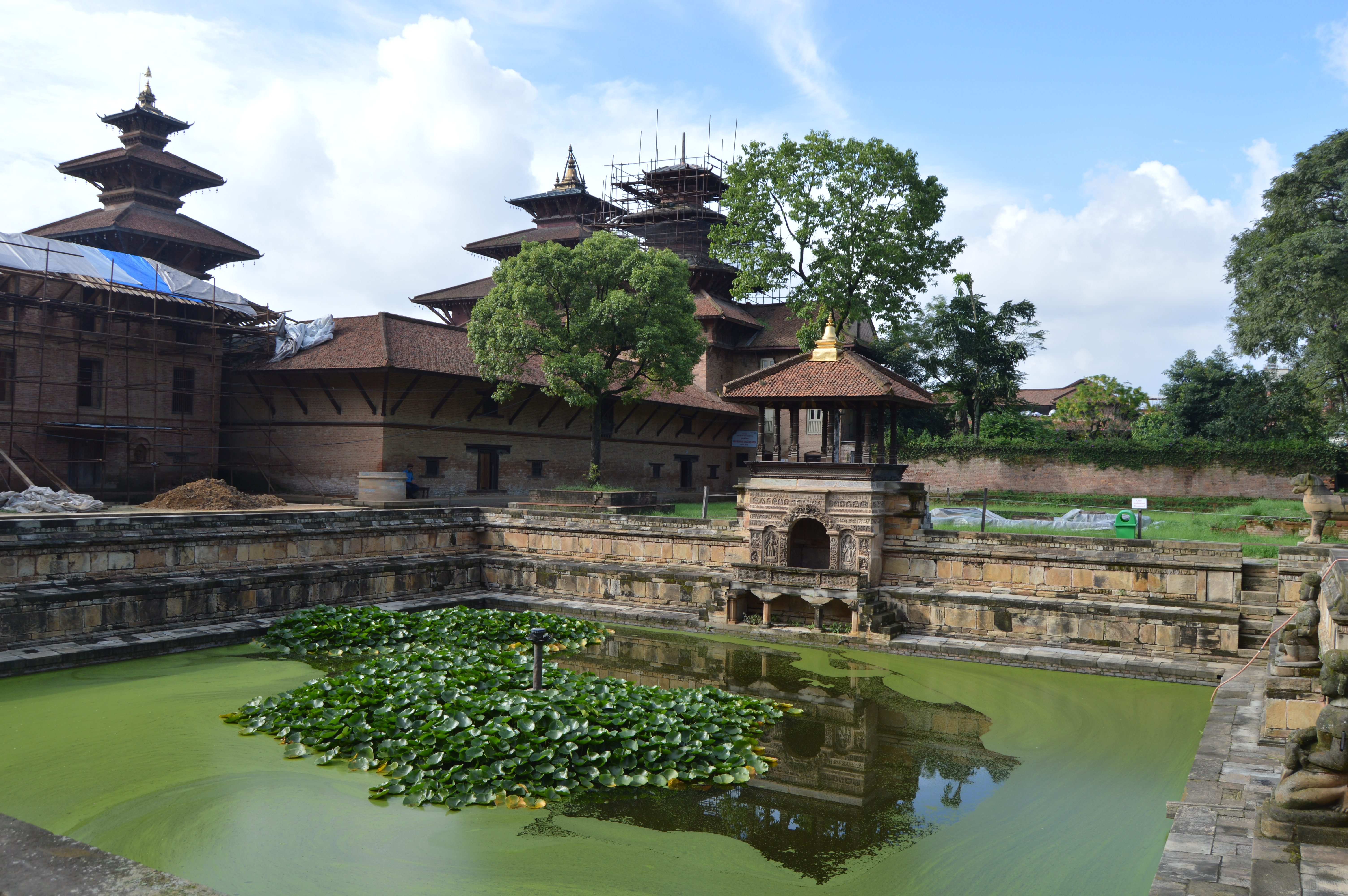
Giardino Bhandarkhal e vasca per l'acqua
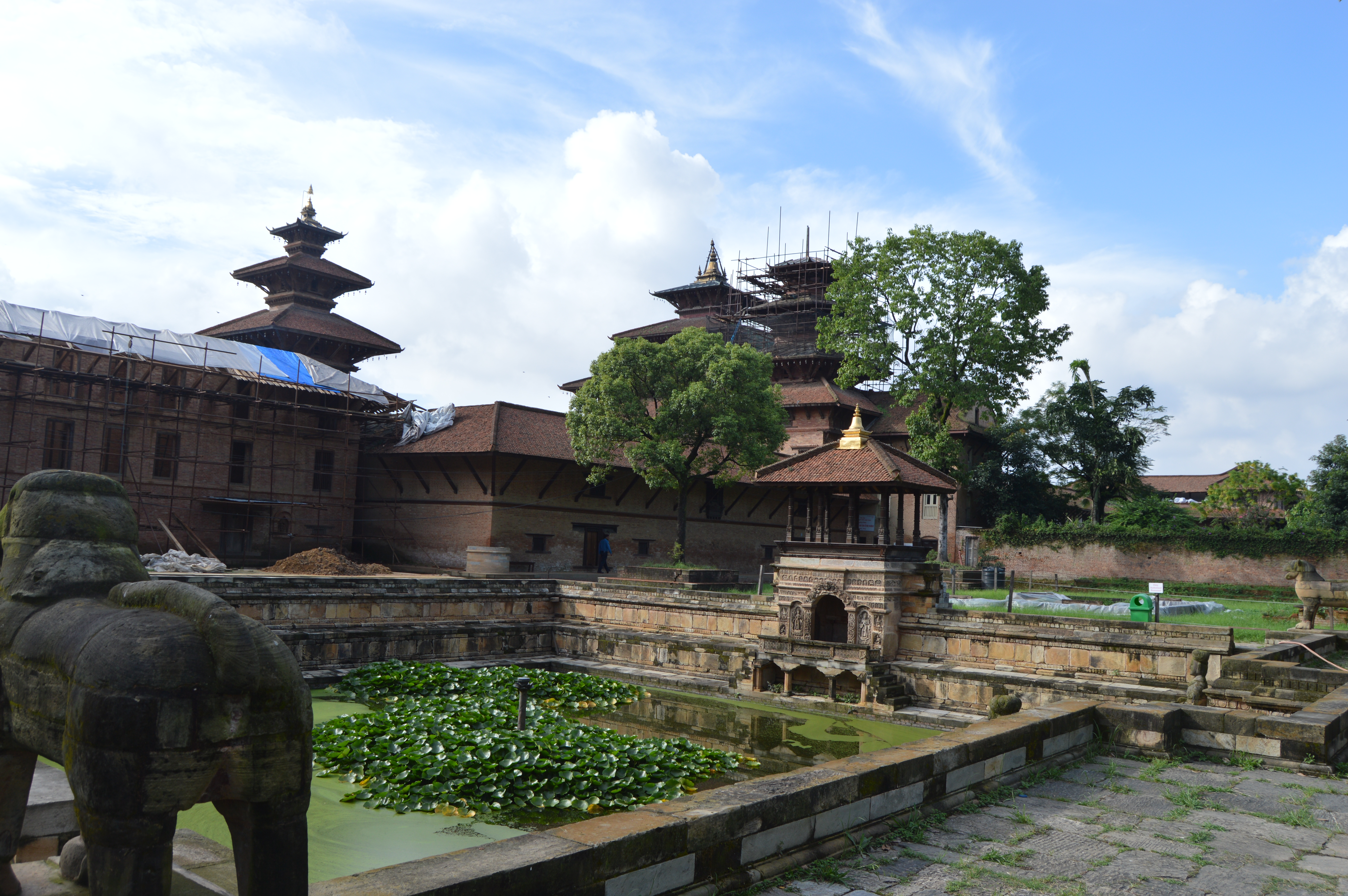
Giardino Bhandarkhal
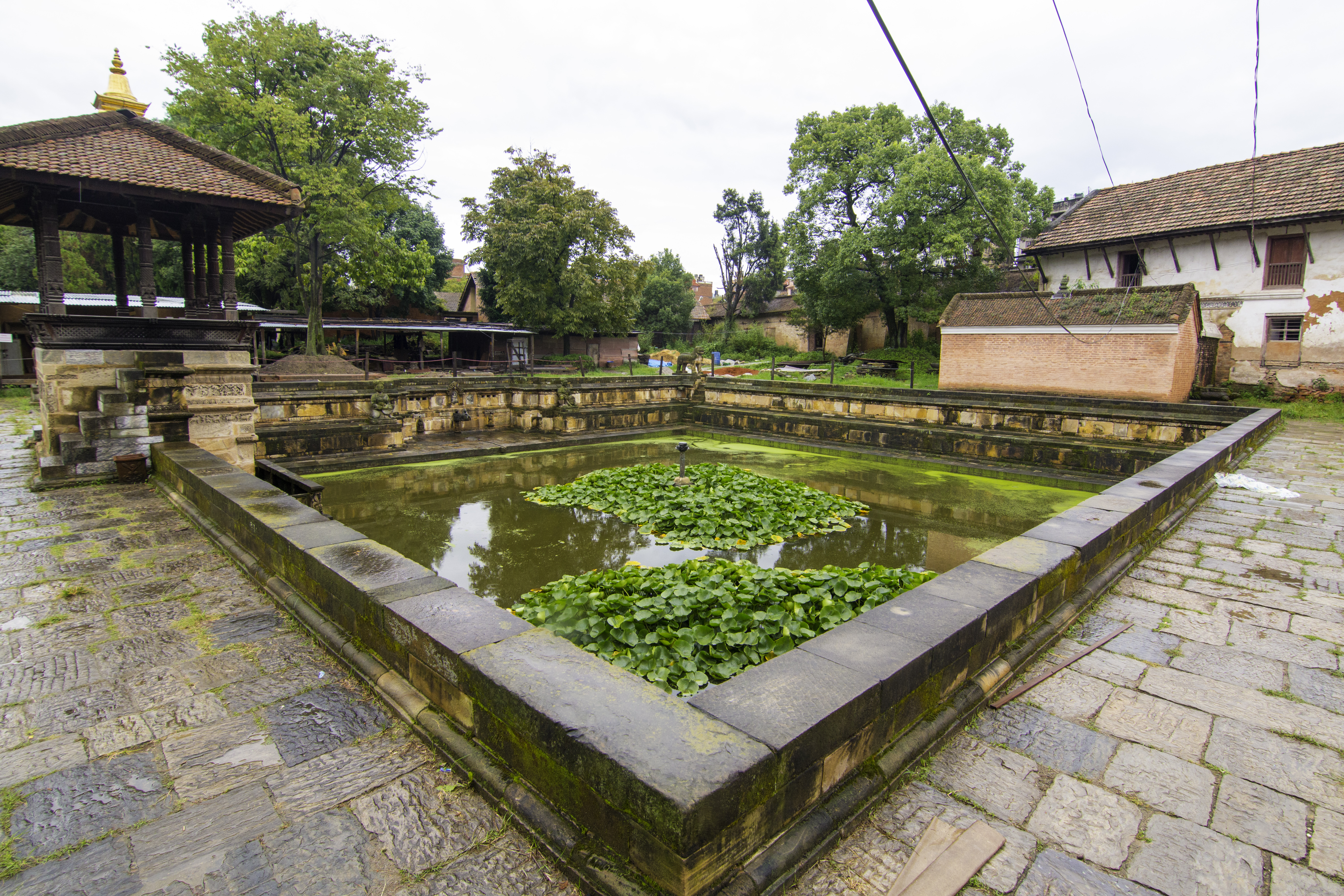
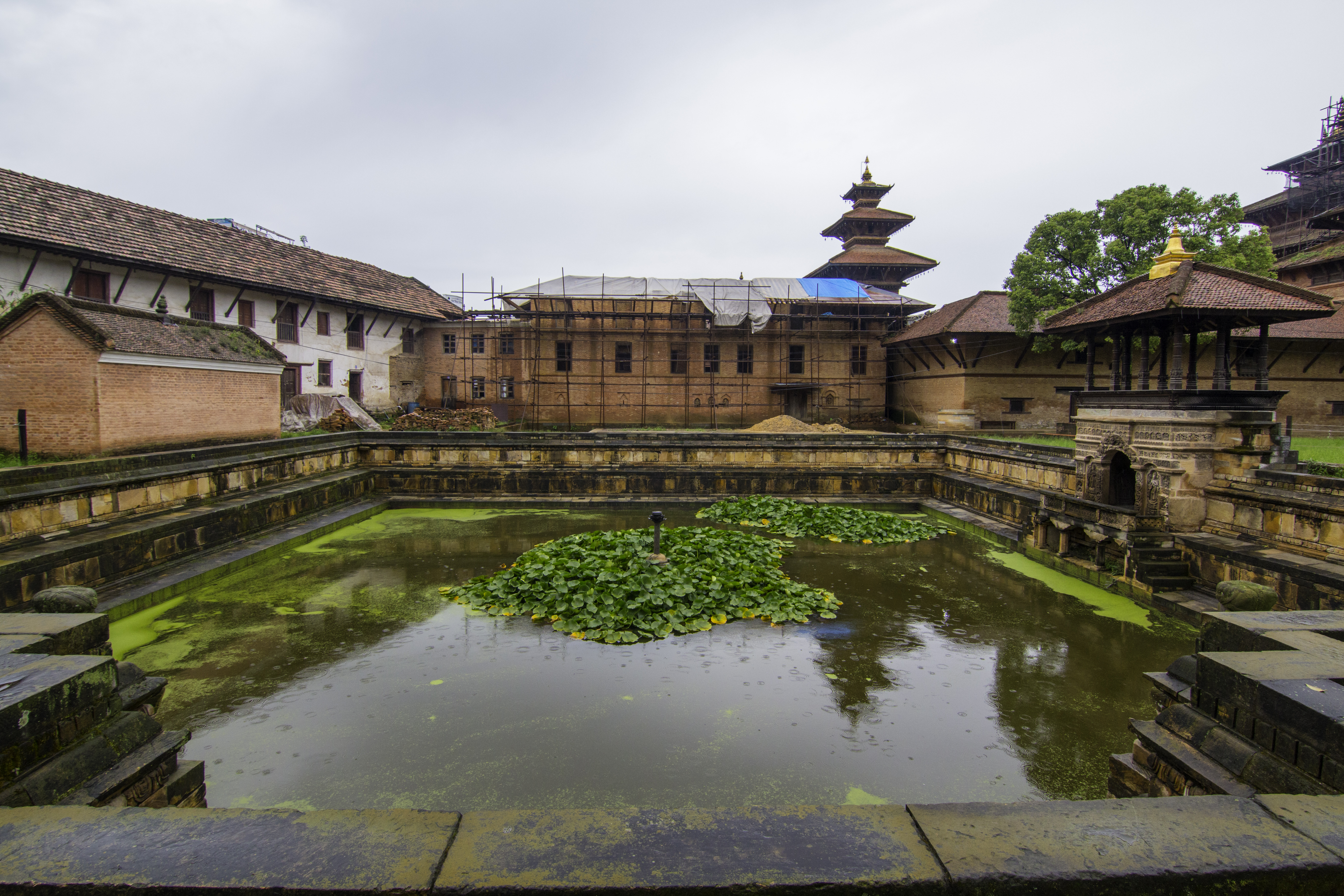
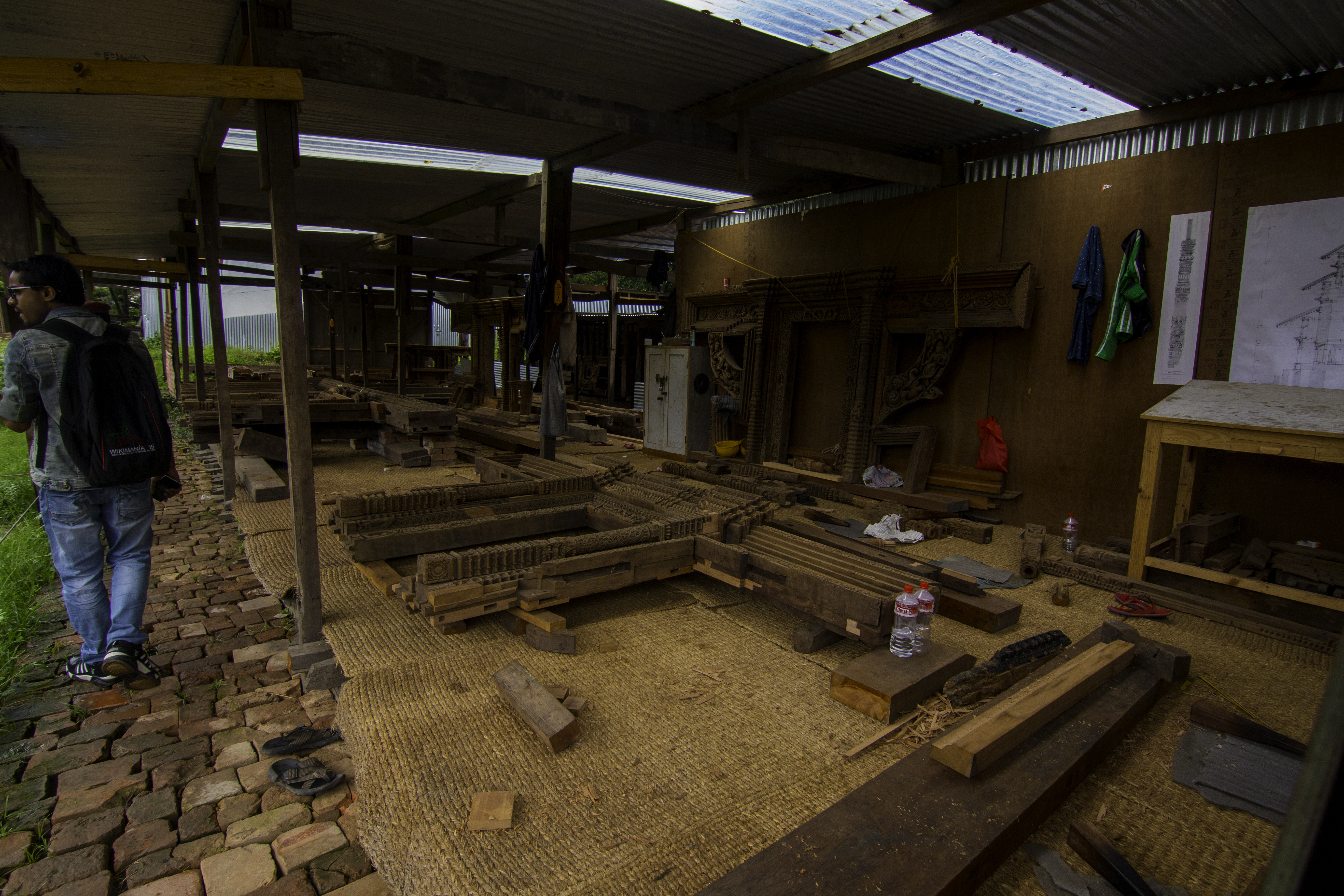
Durante il restauro di piazza Durbar
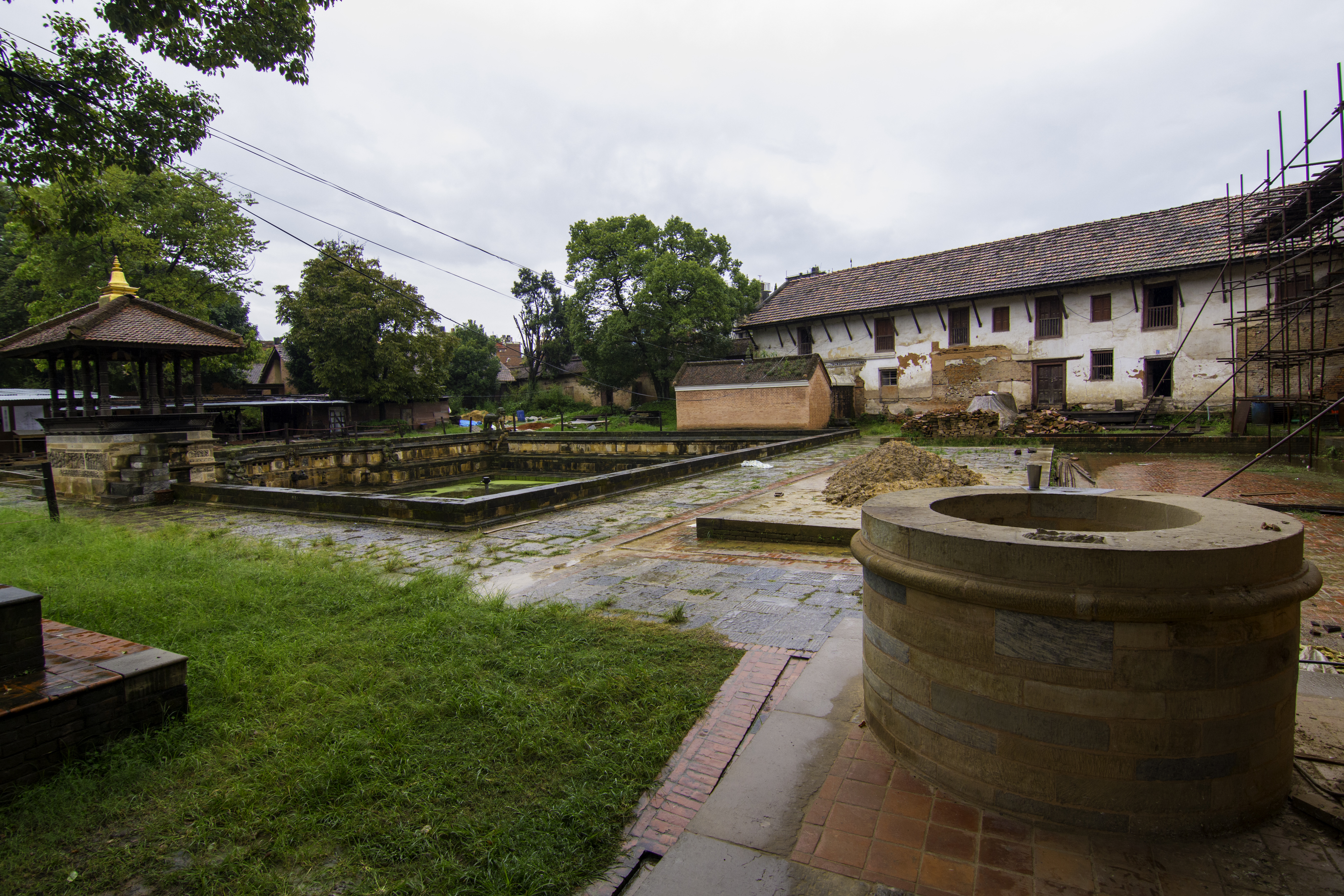
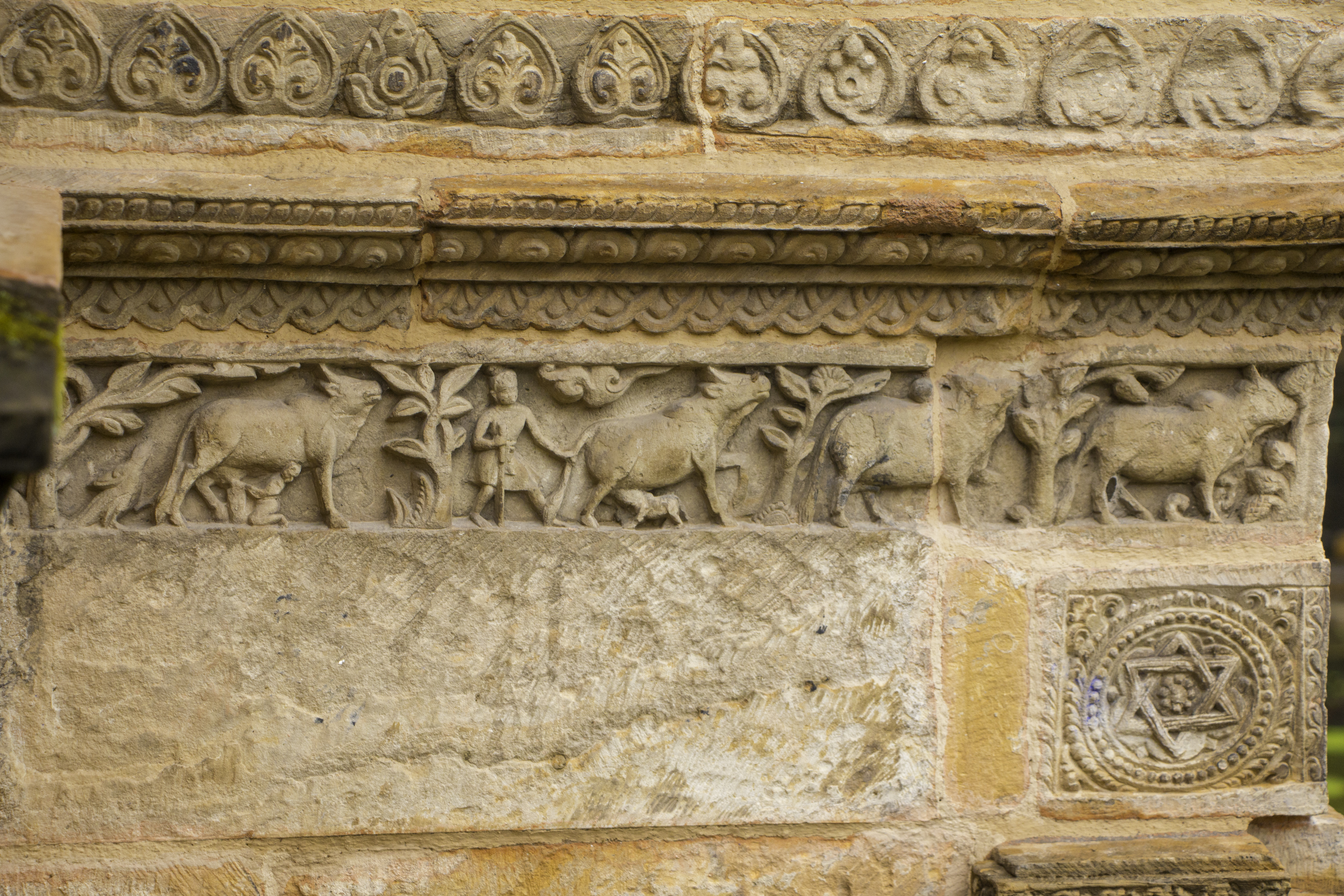
Scultura in piazza Durbar
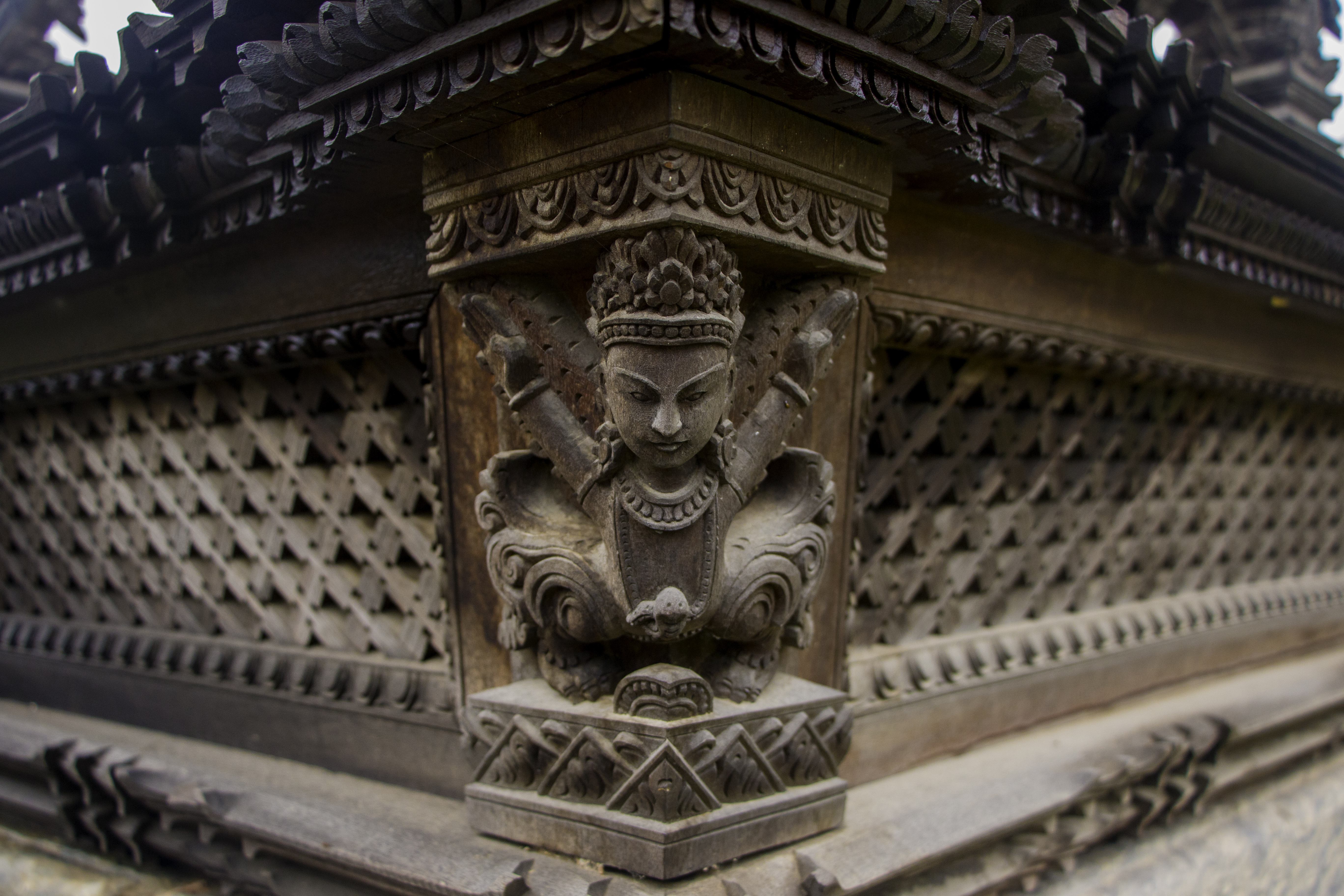
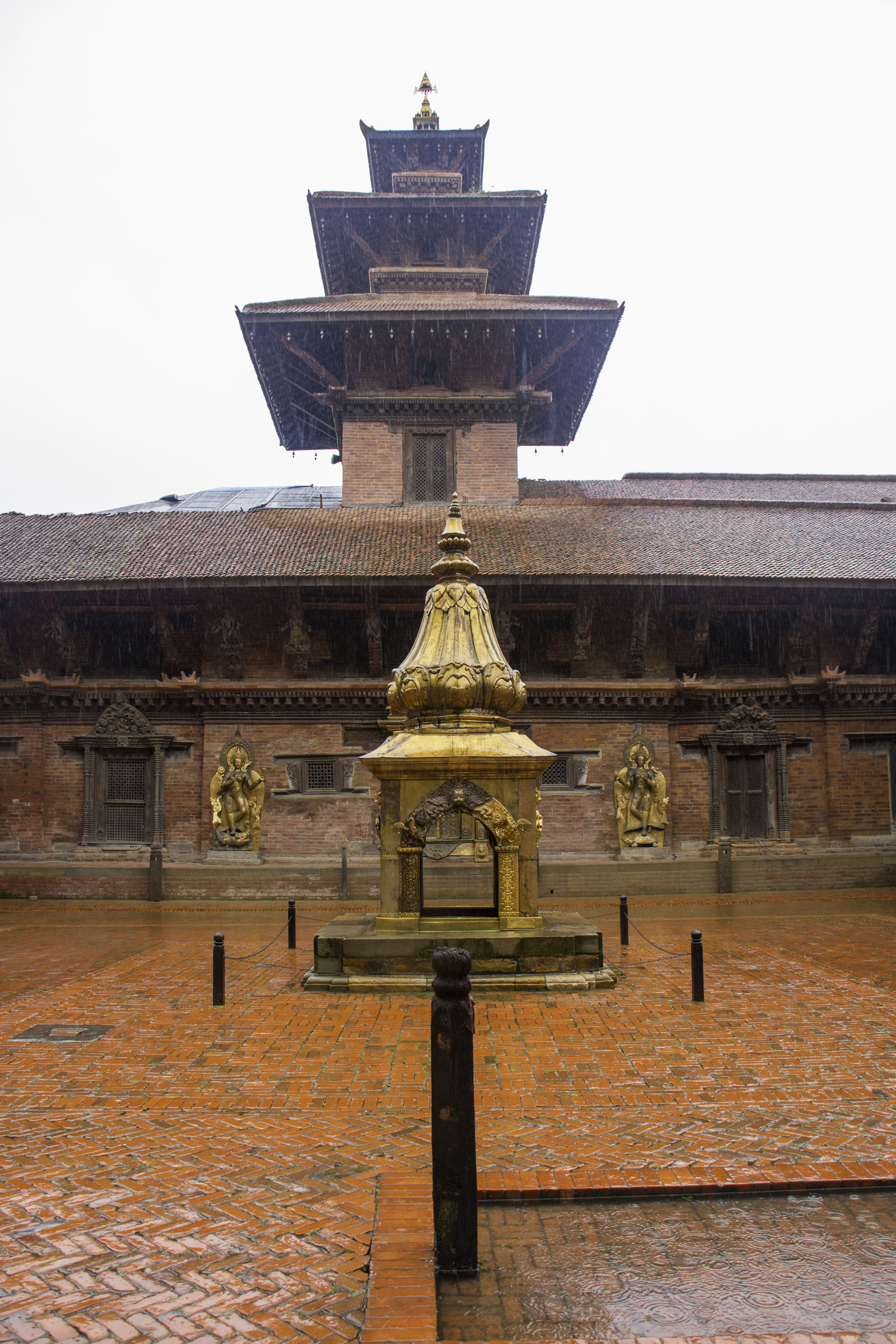
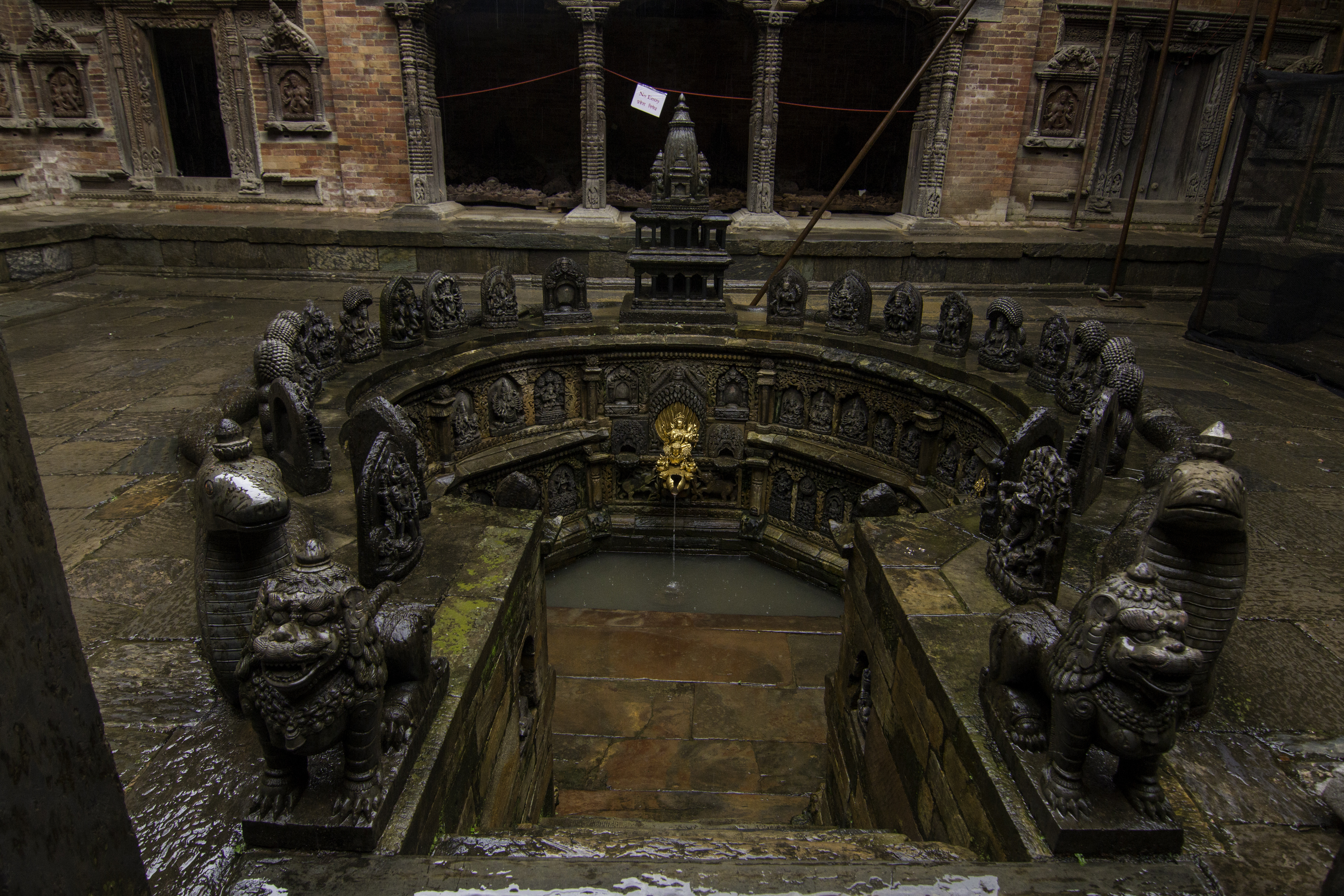
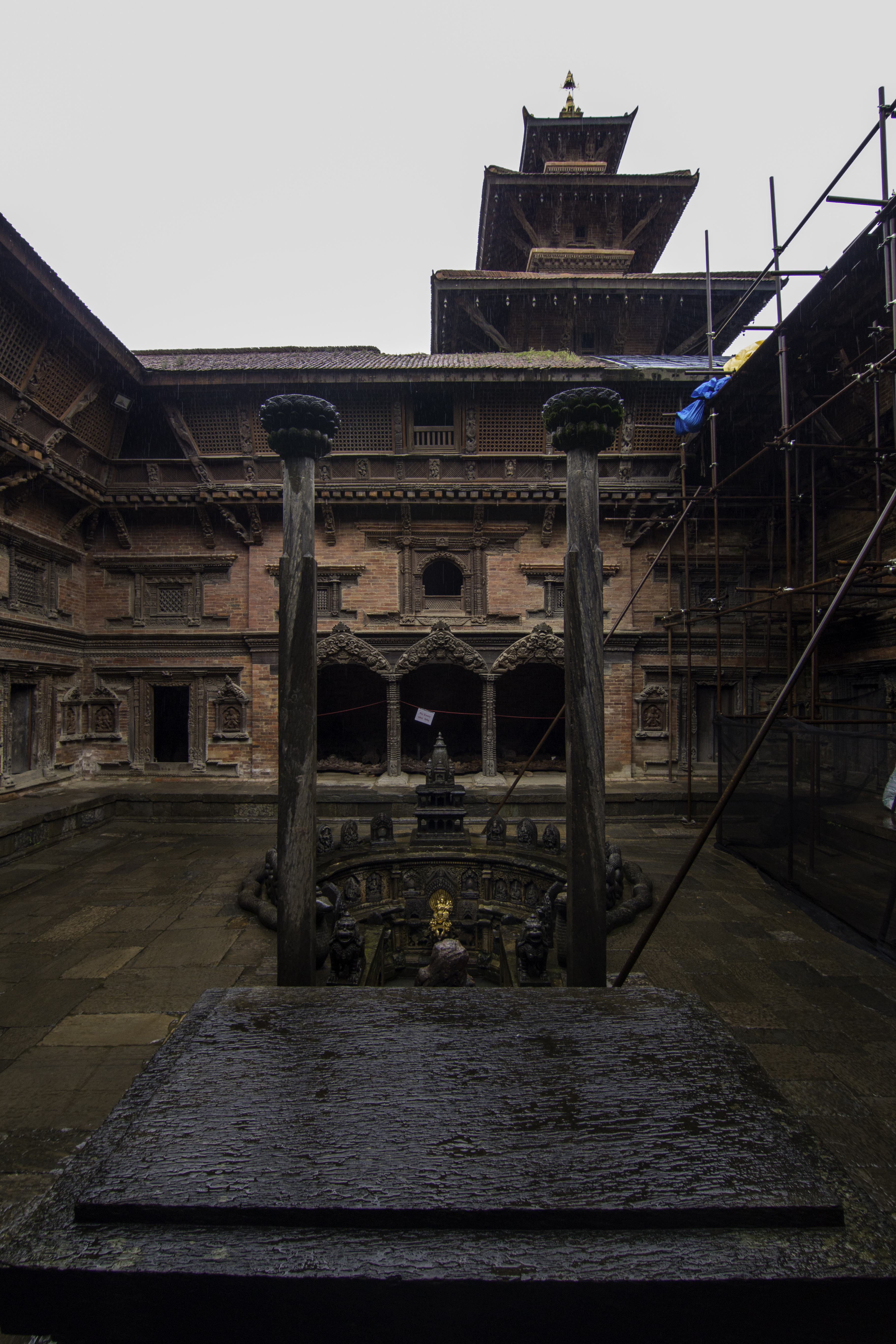
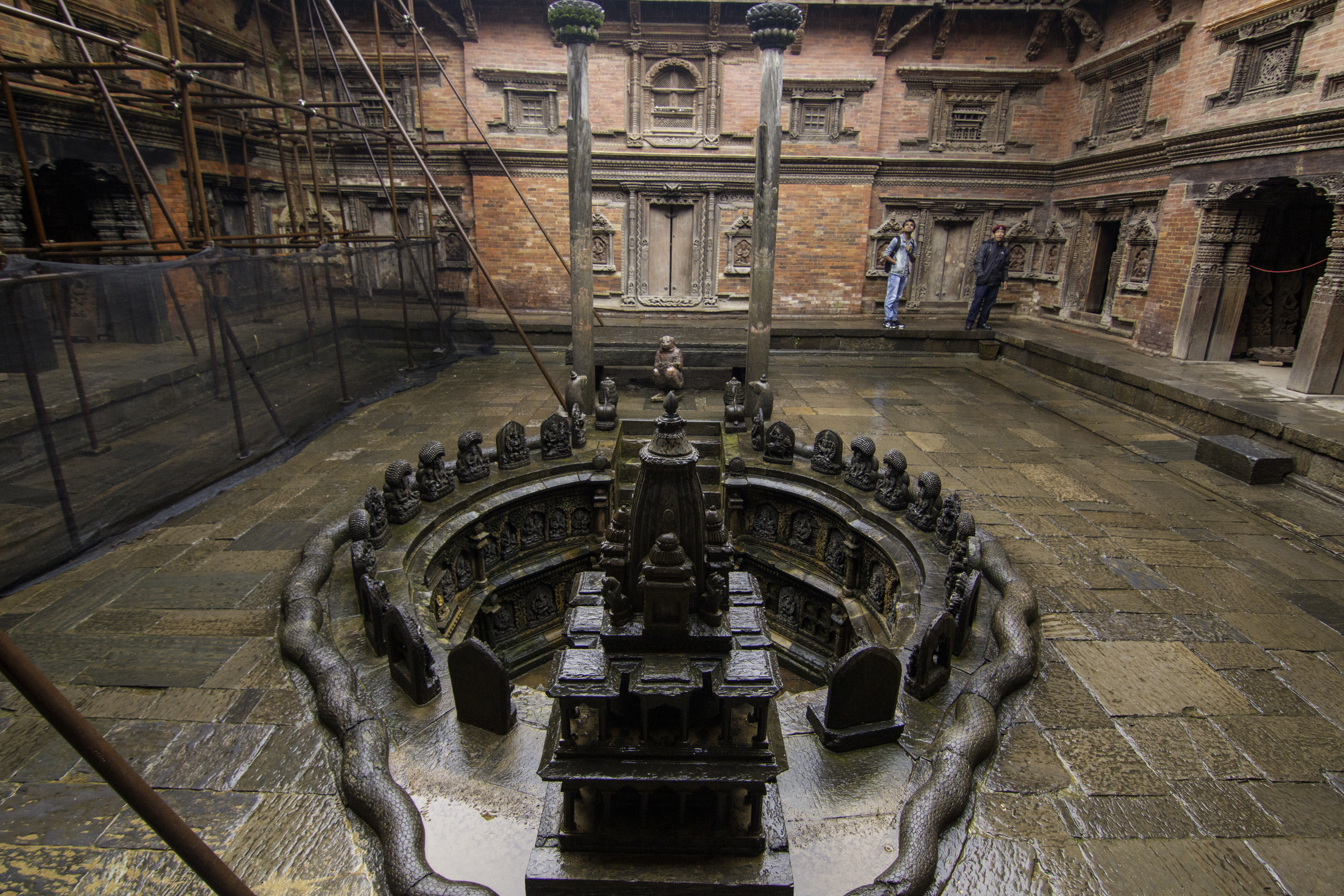
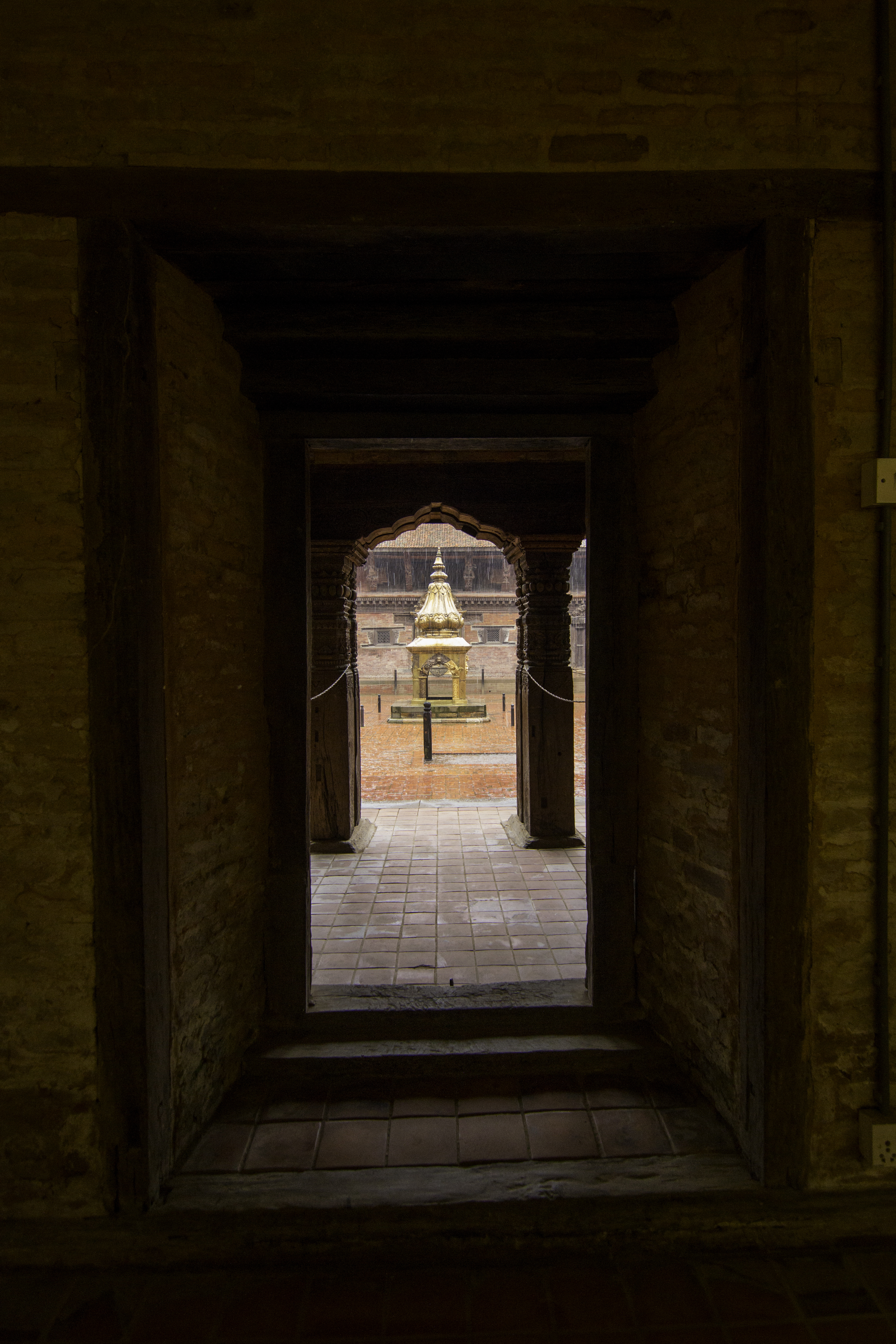
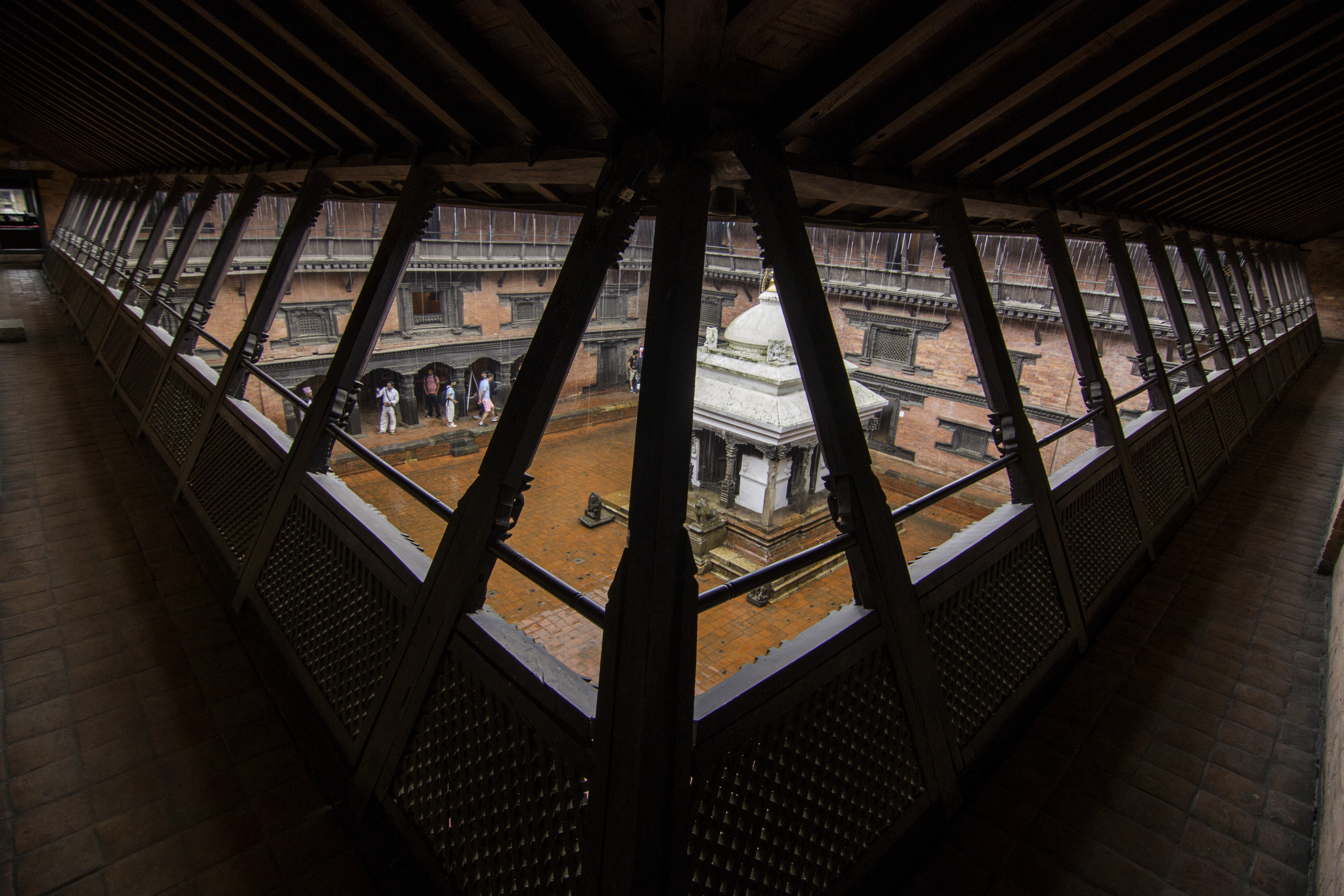